# Canto galicano
El canto galicano es un repertorio litúrgico de canto llano del rito galicano de la Iglesia católica en la Galia con anterioridad a la introducción y desarrollo de elementos del rito romano a partir del cual evolucionó al canto gregoriano. Aunque la mayor parte de la música se ha perdido, se cree que quedan restos de éste en el corpus gregoriano.

## Historia
Varias fuentes atestiguan la existencia de un rito galicano en las tierras de los Francos entre los siglos V y IX. En ocasiones se engloba bajo el nombre de rito galicano también a los ritos celta, mozárabe, emparentados litúrgicamente con el primero en contraposición al rito romano, que tiene una estructura diferente. La falta de una autoridad central favoreció el desarrollo de las tradiciones locales del rito galicano en Francia, que compartían una estructura básica con pequeñas variantes entre sí. Estas tradiciones perduraron durante la dinastía Carolingia. Durante una visita papal en 752-3, el Papa Esteban II celebró una misa utilizando el canto romano. De acuerdo con Carlomagno, su padre Pipino el Breve y Crodegango de Metz abolieron los ritos galicanos en favor del romano, con el propósito de fortalecer las relaciones con Roma que culminaron con el nombramiento de Carlomagno como Emperador del Sacro Imperio Romano Germánico. Carlomagno completó el trabajo comenzado por su padre de modo que antes del siglo IX el rito y canto galicano habían sido completamente eliminados. Sin embargo, el nuevo canto romano instaurado en las iglesias carolingias resultó incompleto, y acabó por incorporar elementos litúrgicos y musicales de las tradiciones galicanas locales. El canto carolingio resultante, que posteriormente evolucionó hacia el canto gregoriano, era un canto romanizado en el que aún pueden encontrarse restos del desaparecido repertorio galicano.

## Características generales
No han sobrevivido graduales (libros de canto litúrgico) del canto galicano, aunque la primera referencia documentada a un libro del canto llano occidental es de un texto galicano con salmos y cantos. Lo que sabemos acerca del canto galicano proviene de las descripciones contemporáneas del canto y de los elementos galicanos que han sobrevivido en las fuentes gregorianas posteriores.
Se decía que el canto galicano podía diferenciarse del romano al ser escuchado tanto por sus textos como por su música. Walafrido Strabo, en un escrito del siglo IX, calificó al canto romano como "más perfecto" y al galicano como incorrecto y "poco elegante." El rito galicano y sus textos eran a menudo más ornamentados y dramáticos en comparación con sus vecinos romanos, lo que puede reflejar que en el canto galicano se daba más importancia a la música melismática que en el romano. El uso de dos tonos de recitación en la salmodia gregoriana también puede provenir del canto galicano. Otro de los elementos del canto gregoriano que no se encuentra en el canto romano y que puede reflejar las convenciones galicanas es la "cadencia galicana", en la que el neuma final, encontrado solamente en fuentes galas, es un intervalo ascendente, cuyo segundo sonido se repite, tal como do-re-re. Algunos tipos de canto galicano muestran influencias directas del canto bizantino, incluido el uso de textos en griego.
Las técnicas de composición eran comunes en cuanto al uso de ciertos comienzos, cadencias, y el empleo de la centonización.
Los cantos del repertorio gregoriano que tienen más posibilidades de ser 'fósiles' del canto galicano son aquellos que no existían en la tradición romana pero tienen homólogos en las tradiciones del canto mozárabe y el canto ambrosiano, y en los cantos locales y devotos específicos de los santos y localidades franceses.